# Alina Janowska
Alina Maria Janowska-Zabłocka (Varsovia, 16 de abril de 1923-13 de noviembre de 2017) fue una actriz, bailarina y cantante polaca.